# Абовский, Наум Петрович
Наум Петрович (Пинкусович) Абовский (14.12.1929 — 22.11.2012) — советский российский учёный, доктор технических наук, профессор, заслуженный деятель науки и техники РФ.

## Биография
Родился в 1929 году в Вознесенске (будущая Николаевская область, Украина). Брат — Владимир, лауреат Государственной премии СССР.
Окончил Одесский инженерно-строительный институт (1951, с отличием). В 1951—1953 инженер на строительстве элеваторов в Тульской и Орловской областях.
С августа 1953 по август 1963 года ассистент, а затем, после защиты кандидатской диссертации, старший преподаватель и доцент Новосибирского инженерно-строительного института.
С 1963 г. работал в КПИ (Красноярский политехнический институт) — КИСИ (Красноярский инженерно-строительный институт, с 1981) — КрасГАСА (Красноярская государственная архитектурно-строительная академия, с 1995) — ИГУРЭ СФУ (Институт градостроительства, управления и региональной экономики, Сибирский федеральный университет, с 2007) — ИСИ СФУ (Инженерно-строительный институт СФУ, с 2010), заведующий кафедрой строительной механики и управления конструкциями (СМиУК) (1963—2009), с декабря 2009 г. профессор-консультант.
Кандидат (1960), доктор (1971) технических наук.
Заслуженный деятель науки и техники РФ. Почётный член Российской академии архитектуры и строительных наук. Заслуженный изобретатель РФ; Почётный работник высшего профессионального образования РФ (1999).

## Публикации
Автор более 30 монографий и учебных пособий, более 55 патентов, свыше 400 научных статей, редактирование и издание более 30 сборников научных работ. Некоторые публикации:
- Неоднородные анизотропные оболочки [Текст] : (Учебное пособие). — Красноярск : б. и., 1977. — 126 с. : ил.; 20 см.
- Творчество : Систем. подход. Законы развития. Принятие решений / Н. П. Абовский. — 2. изд., доп. — М. : СИНТЕГ, 1998. — 294 с. : ил.; 20 см. — (Серия «Информатизация России на пороге XXI века»).; ISBN 5-89638-009-7
- Пространственные сборные сплошные фундаментные платформы для строительства в особых грунтовых условиях и сейсмичности [Текст] / Н. П. Абовский ; М-во образования Российской Федерации, Красноярская государственная архитектурно-строительная академия. — Красноярск : КрасГАСА, 2004. — 199, [1] с. : ил., табл.; 21 см.
- Активное формообразование архитектурно-строительных конструкций зданий и сооружений из унифицированных строительных элементов для строительства в особых грунтовых условиях и сейсмических районах : науч. изд., выполненное по программе «Науч. исслед. высш. шк. по приоритет. направлениям науки и техники» / Н. П. Абовский ; М-во образования Рос. Федерации, Краснояр. гос. архитектур.-строит. акад. — Красноярск : КрасГАСА, 2004. — 240 с. : ил., табл.; 21 см.
- Строительство в северных нефтегазоносных районах Красноярского края : науч. изд, выполненное при поддержке грантов РФФИ и ККФН «Енисей» № 05-01-97701 2005 г. / Абовский Н. П.; М-во образования и науки Российской Федерации, Красноярская гос. архитектурно-строит. акад. — Красноярск : КрасГАСА, 2005 (Красноярск : Ризограф КрасГАСА). — 227, [1] с. : ил., табл.; 20 см; ISBN 5-89628-140-4
- Активное управление колебаниями конструкций : [Учебное пособие] / Н. П. Абовский, В. И. Палагушкин; Краснояр. гос. архитектур.-строит. акад. и др. — Красноярск : КрасГАСА, 1996. — 99 с. : ил.; 20 см; ISBN 5-230-06939-2 :
- Ребристые оболочки [Текст] : (Учебное пособие) / М-во высш. и сред. спец. образования. Краснояр. политехн. институт. — Красноярск : [б. и.], 1967 [вып. дан. 1968] — 1970. — 2 т.
- Вариационные принципы теории упругости и теории оболочек [Текст] / Н. П. Абовский, Н. П. Андреев, А. П. Деруга ; Под ред. Н. П. Абовского. — Москва : Наука, 1978. — 287 с. : ил.; 21 см.
- Методология научного творчества. Научиться исследовать и изобретать [Текст] : учебное пособие / Н. П. Абовский ; М-во образования и науки Российской Федерации, Сибирский федеральный университет, Инженерно-строительный институт. — Красноярск : СФУ, 2011. — 268 с. : ил.; 21 см; ISBN 978-5-7638-2282-3
- Вариационные принципы теории упругости и теории оболочек [Текст] : (Учебное пособие) / Н. П. Абовский, Н. П. Андреев ; М-во высш. и сред. спец. образования РСФСР. Краснояр. политехн. институт. — Красноярск : [б. и.], 1973. — 191 с. : черт.; 20 см.
- Пологие оболочки типа гиперболического параболоида [Текст] : [Таблицы и примеры расчёта] : Учебное пособие / Н. П. Абовский, И. И. Самольянов ; М-во высш. и сред. спец. образования РСФСР. Краснояр. политехн. институт. — Красноярск : [б. и.], 1968. — 59 с. : черт.; 20 см.